# Mauros
Mauros (em latim: Mauri) era a designação latina para o povo que vivia na antiga Mauritânia, a parte da África a oeste da Numídia e que corresponde hoje, grosso modo, ao território de Marrocos.

## Etimologia
O termo, do qual deriva o moderno termo "mouro" (em grego: Μαῦροι) aparece na obra de Estrabão, que escreveu no início do século I, como um nome nativo que foi incorporado ao latim. Ele cita ainda o nome do mesmo povo em grego: "maurúsios" (em grego: Μαυρούσιοι; romaniz.: maurusii).
Assim, o termo "mauros" como uma confederação tribal ou um denominador étnico genérico corresponde mais ou menos ao povo conhecido como númidas na etnografia antiga, ambos presumivelmente parte das primeiras populações berberes (a mais antiga epigrafia líbico-berbere data de cerca do século III a.C.).

Mapa do norte da África com a Mauritânia romana à esquerda

.

## História
Em 44 a.C., o Império Romano incorporou a região e criou a província da Mauritânia, depois dividida em Mauritânia Cesariense e Mauritânia Tingitana. A região à volta de Cartago já era parte da província da África e o controle exercido na região era suficiente para que todas fossem definitivamente incorporadas ao Império.
Raides mauros no sul da Ibéria já eram mencionados no início do reinado de Nero, nas Éclogas de Tito Calpúrnio Sículo: "Os campos de Gerião, um valioso prêmio a tentar a poderosa avareza moura, onde o enorme Bétis, dizem as lendas, desce rolando em seu trajeto ocidental para encontrar a costa". Bétis era o nome do moderno rio Guadalquivir, uma indicação de que os mauros já estavam atacando a Bética no século I. Os mauros das montanhas, além das bordas do Império Romano, cruzavam o estreito de Gibraltar para atacar a província da Bética, na região que hoje é o sul da Espanha, no início da década de 170. Eles atacaram novamente no final da mesma década ou no início da seguinte, já na época de Cômodo, quando cercaram a cidade de Singília Barba, que foi libertada pela chegada de tropas romanas vindas da Mauritânia Tingitana lideradas por Caio Válio Maximiano.
No início do período cristão, o nome "Maurício" (em latim: Mauritius) designava qualquer um que se originasse no norte da África (o Magrebe), uma vaga referência aos berberes. Dois proeminentes clérigos "maurícios" foram Tertuliano e Santo Agostinho. O santo do século III conhecido como São Maurício, que deu origem ao nome "Maurício", era, na verdade, do Egito romano.
Na década de 370, os mauros atacaram as cidades romanas do norte da África. O conde Teodósio realizou uma campanha contra eles em 372. Uma tribo moura conhecida como "austorianos" (em latim: austoriani) também participaram dos ataques.
Depois da queda de Roma, os vândalos governaram a área, mas nem eles e nem os bizantinos conseguiram manter um controle efetivo sobre a região. O interior permaneceu sempre sob controle dos berberes mauros.
Depois da conquista muçulmana do Magrebe, parece ter havido uma contínua resistência mauros por, pelo menos, mais cinquenta anos. A "Crônica de 754" ainda menciona os mauros. Porém, já na Alta Idade Média, o endônimo parece ter desaparecido e as fontes cristãs começam a aplicar o termo "mauros" ("mouros") para as populações islâmicas do Magrebe e da Andaluzia em geral.
O moderno estado da Mauritânia recebeu seu nome, como colônia francesa, em 1903, mesmo estando localizado consideravelmente mais ao sul da antiga província romana.